# Pseudoheriades grandiceps
Pseudoheriades grandiceps là một loài Hymenoptera trong họ Megachilidae. Loài này được Peters mô tả khoa học năm 1988.